# Brachystelma inconspicuum
Brachystelma inconspicuum là một loài thực vật có hoa trong họ La bố ma. Loài này được S.Venter mô tả khoa học đầu tiên năm 1988.